# 哈蘭·科本
哈蘭·科本（英語：Harlan Coben，1962年3月29日—）是美國的暢銷小說作家。科本出道前曾任職於其祖父的旅遊公司，之後才成為全職作家。科本早於1990年已經出版小說，但當時沒太多人認識。直至1995年以綠茵殺手一炮而紅，其後更為史上第一個作家同時囊括愛倫·坡獎、安東尼獎及夏姆斯獎的作家。

## 作品列表

### 非系列作品 (Stand-alone 括号為原著出版年份)
1. Play Dead (1990)
2. Miracle Cure (1991)
3. 沉默獵殺 (Tell No One) (2001) （宏道），2014改版，改名為「21條左斜線」，臉譜出版
4. 幽靈天使 (Gone for Good) (2002) （宏道）
5. 絕命殺機 (No Second Chance) (2003) （宏道）
6. 死亡印記 (Just One Look) (2004) （宏道）
7. 無罪之最 (The Innocent) (2005) （宏道），2014改版，改名為「第二聲鈴響」，臉譜出版
8. 第43個祕密 (The Woods) (2007) （臉譜）
9. 抓緊了 (Hold Tight) (2008) （木馬文化）
10. 原諒 (Caught) (2010) （臉譜）
11. 最親密的陌生人 (Stay Close) (2012) （臉譜）
12. 別找到我 Six Years (2013)（臉譜）
13. 生命中的危險缺憾 Missing You (2014)（臉譜）
14. The Stranger (2015)
15. Fool Me Once (2016)

### 米隆·博利塔系列 （Myron Bolitar series 括號為原著出版年份）
1. 血色交易 (Deal Breaker) (1995) 宏道文化
2. 殺氣上身 (Drop Shot) (1996) 宏道文化
3. 玩命魔掌 (Fade Away) (1996) 宏道文化
4. 謊言黑洞 (Back Spin) (1997) 宏道文化
5. 步步殺機 (One False Move) (1998) 宏道文化
6. 關鍵證據 (The Final Detail) (1999) 宏道文化
7. 極度驚悚 (Darkest Fear) (2000) 宏道文化
8. 米隆·博利塔的承諾 (Promise Me) (2006) 宏道文化
9. Long Lost (2009)
10. 美麗的謊言 Live Wire (2011) 大智通
11. Home (2016)

### 米奇·博利塔系列 Mickey Bolitar series
1. 守護者 Shelter (2011)（大智通文化）
2. Seconds Away (2012, ISBN 0-399-25651-2)
3. Found (2014, ISBN 978-0-399-25652-3)